# 김성환 (1950년)
김성환(1950년 5월 25일~)은 대한민국의 배우 겸 가수이다.
1969년 연극배우로 처음 활동했고, 1970년 TBC 동양방송 10기 공채에 합격하여 《아씨》에 출연하였다.
1994년부터 노래 《마지막 여자》를 발표하면서 가수 활동을 시작하였고, 1998년에는 노래 1989년에 별셋이 발표한 《보통인생》이란 노래를 제목만 바꾸고, 편곡을 달리하여 리바이벌한《인생》, 가수 현당이 리바이벌한 《정 하나 준 것이》를 발표했다. 다른 한편으로는 2002년에 만학으로써 대학 입시를 준비한 그는 2년 후 2004년 경기대학교 입학하여 2008년 학사 학위 취득을 하였다. 2008년 노래 《동동구루무》를 발표했고, 2014년에 노래 《묻지마세요》를 발표하였는데 이 노래가 대한민국 50~60대 연령의 국민들에게 큰 인기를 얻었다. 《묻지마세요》는 지금까지 그가 발표한 노래 4곡 중 가장 큰 인기를 얻은 노래다.
2010년대 이후에는 과거에 촬영했던 CF 중 하나인 스모프 양념통닭치킨 CF로 인해 합성물의 대상이 되었다.
탤런트, 영화배우인 김도성(KBS1《산너머 남촌에는 2》등에 출연)이 그의 아들이다.

## 학력
- 군산고등학교(졸업)
- 경기대학교 연극영화학과, 경영학과(학사)
- 경기대학교 문화예술대학원 MC리포터연기학과(예술학 석사)
- 경기대학교 대학원 공연예술학과(예술학 박사과정 수료)

## 경력
- 2016년 3월~: 전라남도 홍보대사
- 2013년 5월: 4대 사회악 근절 홍보대사
- 2012년 10월: 동작구 홍보대사
- 2012년 8월: 양평군 홍보대사
- 2011년 8월: 금산세계인삼엑스포 홍보대사
- 2011년: 보령수산업협동조합 황금멸치 홍보대사
- 2010년: 경기도 남양주시 홍보대사
- 2003년 7월: 국민고충처리위원회 명예 옴부즈맨
- 2002년 5월: 국세청 명예홍보위원
- 2001년 7월~: 법무부 범죄예방위원회 연예인위원
- 한국방송연기자협회 19, 20대 이사장
- 명지대학교 겸임교수
- 서일대학교 겸임교수
- 서경대학교 전임강사

## 출연작

### TV 드라마
- 2015년 KBS2 《별난 며느리》 ... 차일구 역
- 2010년 KBS2 《결혼해주세요》 ... 공수창 역
- 2010년 KBS1 《바람 불어 좋은 날》 ... 강인수 역
- 2008년 KBS2 《돌아온 뚝배기》 ... 서봉구 역
- 2007년 KBS1 《미우나 고우나》 ... 황재복 역
- 2004년 MBC 《영웅시대》 ... 한 실장 역
- 2001년 KBS2 《명성황후》 ... 민겸호 역
- 1999년 KBS1 《왕과 비》 ... 김처선 역
- 1998년 SBS 《흐린 날에 쓴 편지》
- 1998년 KBS1 《대추나무 사랑걸렸네》
- 1997년 KBS1 《정 때문에》 ... 김거식 역
- 1997년 KBS2 《파랑새는 있다》 ... 허봉룡 역
- 1996년 KBS2 《엄마는 출장중》
- 1996년 KBS2 《조광조》 ... 김내관 역
- 1995년 MBC 《제4공화국》 ... 김창근 역
- 1995년 KBS2 《끈》
- 1994년 KBS2 《무당》
- 1994년 KBS2 《사라비아 공화국》
- 1993년 KBS2 《신 손자병법》
- 1992년 SBS 《반디네 집》
- 1992년 KBS2 《해뜰날》
- 1992년 KBS2 《시간과 눈물》
- 1991년 KBS1 《열녀, 지옥에 떨어지다》
- 1990년 KBS2 《검생이의 달》
- 1990년 KBS1 《만석꾼 며느리 뽑기》 ... 사물놀이패 두령 역
- 1989년 KBS1 《회전목마》
- 1988년 KBS2 《하늘아 하늘아》
- 1987년 KBS2 《TV 손자병법》
- 1987년 KBS1 《토지》 ... 송관수 역
- 1987년 KBS2 《함 사세요》
- 1986년 KBS2 《내마음 별과 같이》
- 1984년 KBS2 《신부교실》
- 1983년 KBS2 《전우》 ... 한옥신 대위 역
- 1983년 KBS2 《객주》
- 1982년 KBS2 《북청 물장수》
- 1982년 KBS1 《풍운》 ... 원세개 역
- 1980년 TBC 《바람돌이 장영실》
- 1970년 TBC 《아씨》

### 방송
- 《해피실버 고향은 지금》 (MBC) 1997. 3. 3.~2009. 1. 25. 총 1003회 진행
- 《그린실버 고향이 좋다》 (MBC) 진행
- 《행복한 아침》 (채널A) 2019년 6월 19일 게스트

### 영화
- 1982년 《풍운아 팔불출》
- 1982년 《날마다 허물벗는 꽃뱀》
- 1985년 《돌아이》
- 1987년 《한쪽날개의 천사》
- 1988년 《매춘》

### 마당놀이
- 2018년 《뺑파게이트》 - 황봉사 역

### CF
- 1984년 국제약품 바로론
- 1985년 롯데제과 칸쵸 (Feat. 이한수)
- 1986년 JW중외제약 훼럼포라
- 1986년 동화약품 헬민 (Feat. 한인수, 임현식)
- 1989년~1992년 / 1999년 글락소스미스클라인컨슈머헬스케어코리아 잔탁
- 1990년 스모프 양념통닭치킨
- 1992년 한국송어양식협의회
- 1994년 애경산업 뉴트리오
- 1994년 영진물산 염소방소금
- 1996년 현대건설 아파트
- 1997년 국순당 백세주
- 1998년 일양약품 원비디
- 2001년 기아자동차 봉고 프론티어
- 2004년 절주캠페인 보건복지부 범국민절주운동본부

## 음반
- 1994년 《마지막 여자》
- 1998년 《인생》
- 2008년 《동동구루무》
- 2014년 《묻지 마세요》
- 2017년 《묻지 마세요/보고픈 친구야》
- 2017년 《김성환 골든 가요》
- 2020년 《묻지 마라 인생길》
- 2022년 《밥 한번 먹자》

## 수상
- 제19회 대한민국 무궁화 대상 대중문화 부문(2010년)
- MBC 연기대상 특별상(2007년)
- 화관문화훈장(2007년)
- 납세자의 날 대통령표창(2007년)
- 제10회 한국PD대상 출연자상(2007년)
- KBS 연기대상 남자 조연상(2001년)

## 기타
- 오마이뉴스 기자 조종안씨와 중학교 동창[3]이다.
- TBC-KBS PD 등을 거친 윤흥식씨의 고등학교[4] 1년 후배이다.